# بابتيست بيير بيسون
بابتيست بيير بيسون (بالفرنسية: Baptiste Pierre Bisson)‏ هو عسكري فرنسي، ولد في 16 فبراير 1767 في مونبلييه في فرنسا، وتوفي في 26 يوليو 1811 في مانتوفا في إيطاليا.